# Asplenium corderoanum
Asplenium corderoanum är en svartbräkenväxtart som beskrevs av George Richardson Proctor. Asplenium corderoanum ingår i släktet Asplenium och familjen Aspleniaceae. Inga underarter finns listade.